# Гурка (гміна Тарнаватка)
Гурка (пол. Górka; укр. Гірка) — частина села Сумин у Польщі, в Люблінському воєводстві Томашівського повіту, ґміни Тарнаватка.

## Історія
Первісним населенням Гірки були русини-лемки, які компактно проживали на своїх історичних землях. 